# Proposta di annessione russa dell'Ossezia meridionale

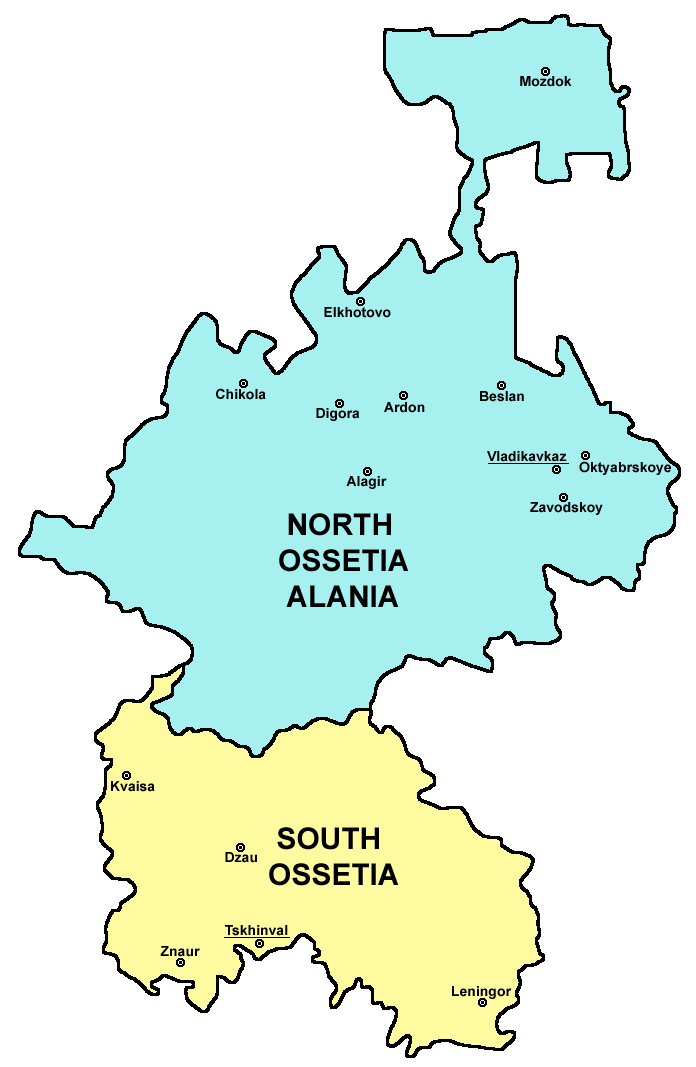
Mappa della regione etnolinguistica dell'Ossezia, divisa in Ossezia del Nord, che fa parte della Russia, e Ossezia del Sud, uno stato separatista in gran parte non riconosciuto separato dalla Georgia.

L'Ossezia del Sud è uno Stato separatista parzialmente riconosciuto e occupato dalla Russia, internazionalmente considerato parte della Georgia. È abitata prevalentemente da osseti, un gruppo etnico dominante anche nell'Ossezia del Nord, una repubblica della Russia.
L'Ossezia del Sud si è separata dalla Georgia in seguito alla guerra dell'Ossezia del Sud del 1991-1992, con il sostegno della Russia, e da allora è rimasta strettamente alleata con quest'ultima.
L'Ossezia del Sud è fortemente dipendente dalla Russia e, a causa di ciò e del fatto che l'Ossezia del Nord fa già parte della Federazione Russa, è stata avanzata la proposta di unire entrambe le regioni sotto il dominio russo. Nel 1992 si è tenuto un referendum per decidere se l'Ossezia del Sud dovesse rimanere parte della Georgia dopo lo scioglimento dell'Unione Sovietica. Il referendum, che includeva anche la domanda sull'adesione dell'Ossezia del Sud alla Russia, è stato approvato dalla stragrande maggioranza degli elettori. Successivamente, negli anni 2010, Leonid Tibilov e Anatoly Bibilov, importanti figure politiche dell'Ossezia del Sud ed ex presidenti, hanno ripetutamente discusso della possibilità di unificare le due Ossezie attraverso un nuovo referendum sull'annessione alla Russia. Tuttavia, queste proposte non sono mai state realizzate.
Nel 2022, Bibilov ha affermato che era in corso un'azione legale, riferendosi alla preparazione di un altro referendum, per l'adesione dell'Ossezia del Sud alla Russia. L'Ossezia del Nord ha espresso il suo sostegno e le autorità russe hanno dichiarato di voler rispettare la volontà del popolo dell'Ossezia del Sud. La Georgia, tuttavia, si è opposta, definendo tale idea inaccettabile. Il referendum era previsto dopo le elezioni presidenziali dell'Ossezia del Sud del 2022, ma Bibilov non è stato rieletto e Alan Gagloev ha assunto la presidenza. Gagloev ha mostrato meno interesse per l'unificazione con la Russia rispetto al suo predecessore, pur sostenendo l'idea. Il 13 maggio, Bibilov, ancora in carica, ha annunciato che il 17 luglio 2022 si sarebbe tenuto un referendum per l'annessione dell'Ossezia del Sud alla Russia; pochi giorni dopo, il 30 maggio, Gagloev ha dichiarato che il referendum sarebbe stato sospeso per consentire consultazioni con la Russia.
Le ambizioni dell'Ossezia del Sud hanno anche riacceso il dibattito sull'annessione dell'Abcasia alla Russia. Gli analisti hanno spesso discusso insieme delle due regioni, poiché anche l'Abcasia è uno Stato parzialmente riconosciuto che si è separato dalla Georgia con il sostegno della Russia, da cui dipende. Tuttavia, l'Abcasia è più indipendente dalla Russia e ha respinto l'approccio di "ossetizzazione" adottato dall'Ossezia del Sud nei confronti di quest'ultima.
L'Abcasia ha espresso l'intenzione di rimanere uno Stato indipendente dalla Russia, pur dichiarando di sostenere l'intenzione dell'Ossezia del Sud di unirsi alla sua controparte settentrionale, integrandosi nella Federazione Russa.

## Background

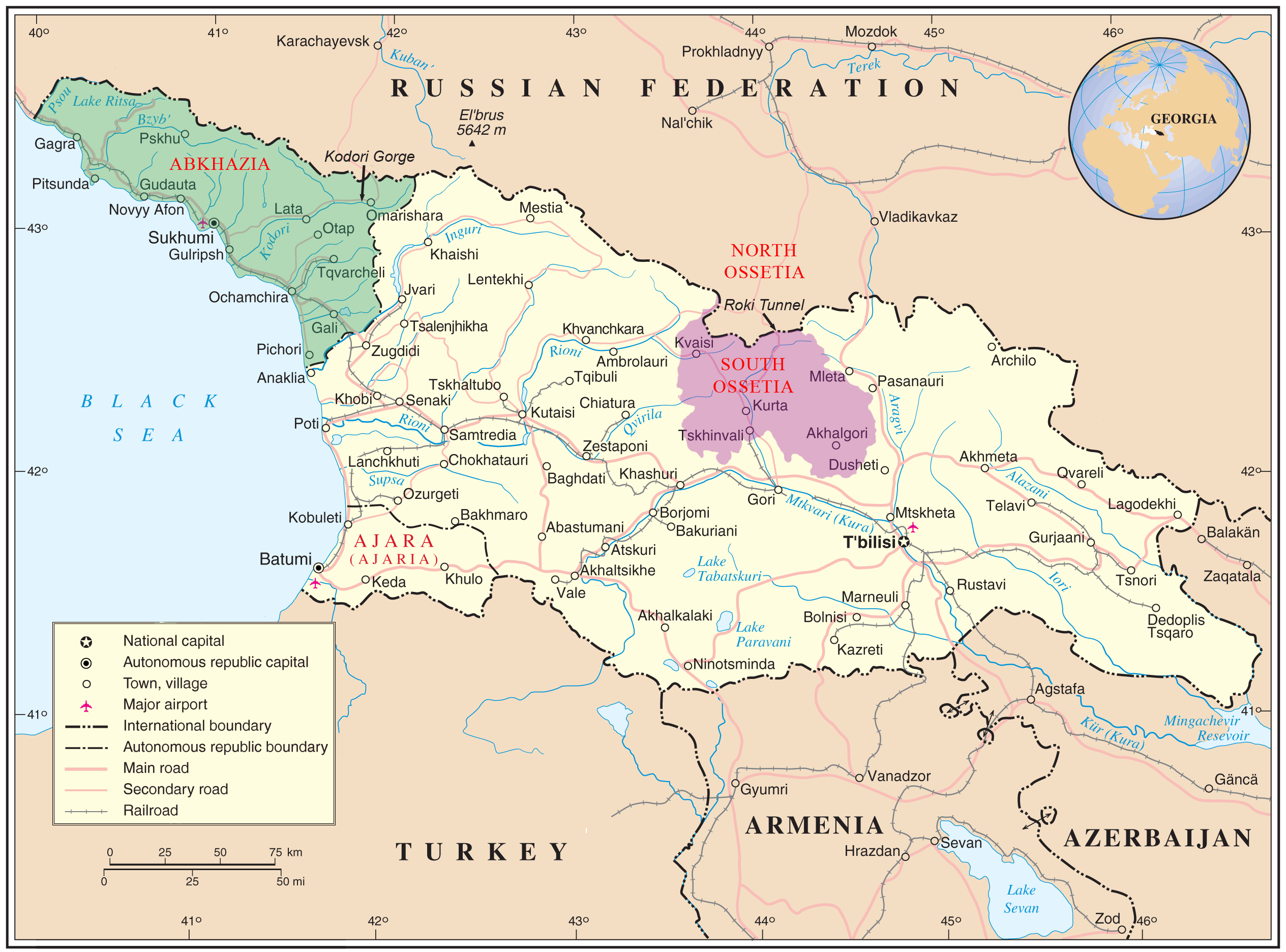
Mappa della Georgia raffigurante le due repubbliche separatiste occupate dai russi: l'Abcasia e l'Ossezia meridionale

L'Ossezia del Sud è un piccolo stato separatista parzialmente riconosciuto, situato nella regione del Caucaso e occupato dalla Russia. Con una popolazione stimata tra i 40.000 e i 60.000 abitanti, è caratterizzata da una predominanza etnica osseta, risultato della pulizia etnica che ha colpito la popolazione georgiana. Questo gruppo etnico è presente anche nell'Ossezia del Nord, una repubblica all'interno della Federazione Russa.
La separazione dell'Ossezia del Sud dalla Georgia è avvenuta in seguito alla dissoluzione dell'Unione Sovietica, evento che ha innescato una serie di conflitti, tra cui la guerra dell'Ossezia del Sud del 1991-1992 e la guerra in Abcasia del 1992-1993. Questi conflitti hanno portato all'istituzione di Abcasia e Ossezia del Sud come entità de facto indipendenti, sostenute dalla Russia, sebbene riconosciute a livello internazionale come parte integrante della Georgia.
La guerra russo-georgiana del 2008 ha segnato un punto di svolta. In questo conflitto, la Russia ha fornito supporto militare all'Abcasia e all'Ossezia del Sud contro la Georgia, portando al riconoscimento dell'indipendenza di entrambe le regioni da parte della Russia. Da allora, sia l'Abcasia che l'Ossezia del Sud sono diventate fortemente dipendenti dal sostegno russo.. Tuttavia, contrariamente all'Abcasia, che ha cercato relazioni più strette con il resto del mondo, l'Ossezia del Sud è rimasta più isolata, concentrandosi principalmente sulle sue relazioni con la Russia. Questa è stata definita "ossetianizzazione" nel 2019 dal giornalista e scrittore britannico Thomas de Waal.

## Storia

### 1992 Referendum sull'indipendenza dell'Ossezia meridionale
Nel 1992 si tenne un referendum sull'indipendenza dell'Ossezia meridionale. È stata inclusa anche una domanda sull'opportunità che l'Ossezia del Sud si unisca alla Russia. Il referendum è stato approvato dalla stragrande maggioranza dei votanti; solo 57 dei 53.441 voti erano contrari a queste prospettive.

### Proposte anni 2010
Nell'aprile 2012, dopo la sua vittoria nelle elezioni presidenziali dell'Ossezia meridionale del 2012, il neoeletto presidente dell'Ossezia meridionale Leonid Tibilov ha promesso che avrebbe continuato a sviluppare le relazioni dell'Ossezia meridionale con la Russia e che il suo obiettivo era "realizzare il sogno di lunga data di un l'unione dell'Ossezia del Nord e del Sud diventa realtà".
Nel gennaio 2014, alcuni mesi prima delle elezioni parlamentari dell'Ossezia meridionale del 2014 che si sarebbero tenute nel giugno dello stesso anno, l'eminente politico dell'Ossezia meridionale Anatoly Bibilov ha proposto l'organizzazione di un nuovo referendum per unire l'Ossezia settentrionale e l'Ossezia meridionale della Russia. Ha criticato il previsto Trattato sulle relazioni sindacali e l'integrazione tra Russia e Ossezia meridionale per non aver preteso l'integrazione con la Russia che desiderava.
Il 19 ottobre 2015, durante un incontro con il politico russo Vladislav Surkov, Tibilov ha affermato che in futuro potrebbe essere tenuto un altro referendum sull'annessione dell'Ossezia meridionale alla Russia. È possibile che abbia scelto questo momento per proporla poiché la comunità internazionale era all'epoca concentrata sulla guerra civile siriana, il che significa che la sua proposta avrebbe causato meno scandalo di quella dell'annessione russa della Crimea nel 2014.
Nell'aprile 2016, la proposta è riemersa, poiché Tibliov ha affermato che un referendum per modificare la Costituzione dell'Ossezia meridionale al fine di consentire alla leadership dell'Ossezia meridionale di chiedere l'incorporazione della regione nella Russia in futuro era previsto che si svolgesse prima di agosto quell'anno. La parte della costituzione sarebbe più specificamente l'articolo 10, che affermava che la repubblica era libera di stringere alleanze con altri paesi e di cedere parte dei suoi poteri a dette alleanze. Se fosse stato modificato, il presidente dell'Ossezia meridionale avrebbe potuto legalmente chiedere alla Russia di annettere il paese una volta ottenuta l'approvazione da parte del parlamento dell'Ossezia meridionale. Tuttavia, nel maggio di quell'anno, Tibilov e Bibilov, allora presidente del parlamento dell'Ossezia meridionale, hanno rilasciato una dichiarazione congiunta affermando che un tale referendum avrebbe avuto luogo solo nel 2017, dopo le elezioni presidenziali dell'Ossezia meridionale del 2017.
Nel 2017, Bibilov, ora presidente dell'Ossezia meridionale dopo la sua vittoria alle elezioni del 2017, ha affermato che sebbene da parte sua ci fosse ancora l'intenzione di tenere un referendum sull'adesione alla Russia nell'Ossezia meridionale, c'erano ancora possibilità di rinviarlo. 

### Proposta nel 2022
Il 30 marzo 2022, in un discorso televisivo, Bibilov, ancora presidente dell'Ossezia meridionale, ha affermato che la repubblica avrebbe intrapreso azioni legali per prepararsi ad aderire alla Federazione Russa. Ha affermato che "credo che l'unificazione con la Russia sia il nostro obiettivo strategico, il nostro percorso, l'aspirazione del popolo" e che la Russia sia la "patria storica" dell'Ossezia meridionale. In seguito ha chiarito al giornalista russo Vladimir Solovyov che intendeva organizzare un altro referendum, che potrebbe tenersi dopo il 10 aprile, il giorno delle elezioni presidenziali dell'Ossezia meridionale del 2022. Tutto ciò è avvenuto dopo che l'Ossezia del Sud ha inviato soldati dalla base militare russa di Tskhinvali, la capitale dell'Ossezia del Sud, per assistere la Russia nella sua invasione dell'Ucraina. Molti di questi si rifiutarono di combattere e tornarono in Ossezia del Sud, E la decisione d'inviare soldati in Ucraina non fu ben accolta anche nella stessa Ossezia del Sud, che fece pressione su Bibilov in merito alle prossime elezioni.
Personaggi politici rilevanti nell'Ossezia settentrionale erano molto ricettivi alla possibilità che l'Ossezia meridionale si unisse alla Russia. Bibilov, posteriormente al suo discorso del 30 marzo, ha affermato che l'Ossezia del Nord e l'Ossezia del Sud potrebbero unirsi e diventare un'unica Ossezia nel caso in cui quest'ultima fosse annessa alla Russia. Sergey Menyaylo, Capo dell'Ossezia del Nord, si è espresso a favore di un'unificazione dell'Ossezia, così come Vitaly Cheldiev, deputato del Parlamento dell'Ossezia del Nord. Anche Dmitry Peskov, segretario stampa del Cremlino (ovvero il portavoce dell'Amministrazione presidenziale russa), ha commentato la questione, dichiarando che mentre "non è stata intrapresa alcuna azione legale o di altro genere al riguardo", "trattiamo l'espressione dell'opinione del popolo dell'Ossezia del Sud con rispetto". D'altra parte, in Georgia, questa idea è stata fortemente respinta. Il ministro degli Esteri della Georgia, Davit Zalk'aliani, ha affermato che "è inaccettabile parlare di referendum quando questo territorio è occupato dalla Russia". Beka Davituliani un membro del parlamento della Georgia dell'allora partito politico al governo Georgian Dream, ha affermato che le richieste di referendum dell'Ossezia meridionale erano una provocazione.
L'8 maggio si è svolto il secondo turno delle elezioni presidenziali dell'Ossezia meridionale del 2022 e Bibilov è stato sconfitto da Alan Gagloev. Gagloev era stato considerato dagli osservatori meno favorevole all'idea d'indire un referendum per aderire alla Russia, affermando che la Russia all'epoca era "ancora impegnata con altre questioni, credo con questioni più serie". Ha anche affermato che l'iniziativa non era stata adeguatamente organizzata con la Russia e che una tale mossa unilaterale potrebbe "screditare l'immagine della Russia nell'Ossezia meridionale". Tuttavia, Gagloev ha dichiarato che si sarebbe comunque tenuto un referendum dopo essere stato eletto. Ha detto che accadrà "non appena sarà il momento giusto" e ha dichiarato che "l'Ossezia del Sud è stata ed è pronta oggi per entrare a far parte della Federazione Russa". Successivamente, il 13 maggio, Bibilov, ancora presidente in carica, ha annunciato che il 17 luglio 2022 si sarebbe tenuto un referendum sulla fusione dell'Ossezia meridionale con la Russia Tuttavia, il 30 maggio, Gagloev ha dichiarato che il referendum sarebbe stato sospeso fino al completamento delle consultazioni con la Russia.

## Parallelismi con l'Abcasia
A causa della loro situazione e storia simili, l'Abcasia e l'Ossezia meridionale vengono spesso discusse insieme. Ciò ha portato a temere che anche l'Abcasia possa essere annessa alla Russia. Tuttavia, l'Abcasia è notevolmente più indipendente dalla Russia rispetto all'Ossezia meridionale. Nel 2016, in seguito agli annunci dell'Ossezia meridionale che sarebbe stato organizzato un referendum per aderire alla Russia, il primo ministro dell'Abcasia Artur Mikvabia ha affermato che azioni simili non sarebbero state intraprese dall'Abcasia, Mikvabia ha affermato che "vogliamo essere un paese indipendente e un alleato affidabile e leale della grande Russia" ma che "abbiamo una situazione diversa" dall'Ossezia meridionale, affermando che le motivazioni dell'Ossezia meridionale erano in gran parte basate sulla divisione dell'etnia osseta tra Russia e Ossezia del Sud secondo lui, il che non era il caso degli abkhazi. Anche l'Abcasia, più precisamente il segretario del Consiglio di sicurezza dell'Abcasia, Sergei Shamba, ha risposto alle richieste dell'Ossezia meridionale del 2022 per un referendum sull'annessione da parte della Russia, esprimendo il sostegno dell'Abcasia all'unificazione dell'Ossezia all'interno dello stato russo ma affermando che la popolazione abkhaza e l'élite politica preferivano rimanere indipendenti.